# Thank You (Dido)
Thank You is een nummer van de Britse zangeres Dido uit 2001. Het is de derde single van haar debuutalbum No Angel. Tevens staat het op de soundtrack van de film Sliding Doors.
Het nummer gaat over hoop en Dido haar waardering voor haar (nu ex-)man Bob Page. Dido schreef het nummer de dag nadat ze Page voor het eerst had ontmoet. Eminem samplede het refrein van het nummer in zijn single Stan, waardoor "Thank You" aan meer bekendheid won. De plaat leverde Dido in veel landen een grote hit op. Zo bereikte het de 3e positie in zowel het Verenigd Koninkrijk als de Amerikaanse Billboard Hot 100. In het Nederlandse taalgebied was het succes iets bescheidener; met in de Nederlandse Top 40 een 18e positie, en in de Vlaamse Ultratop 50 een 22e.
"Thank You (Not So Bad)" is een remake uit 2023 van het nummer door het Belgische DJ-duo Dimitri Vegas & Like Mike en de Nederlandse DJ Tiësto, dat door de hen werd gespeeld in hun sets op veel festivals vóór de lancering. Hoewel die versie nog geen originele vocalen van Dido bevatte, besloot de zangeres de studio in te duiken en haar vocalen te lenen nadat ze online beelden van het nummer had gevonden.

## Tracklijst
- Cd-single

1. "Thank You" (albumversie) – 3:39
2. "Thank You" (Deep Dish vocal) – 9:29
3. "Thank You" (Skinny mix) – 3:20